# Anna Helene Palmie
 Anna Helene Palmie (Brooklyn, 21 de maio de 1863 – 12 de junho de 1946) foi uma matemática estadunidense.

## Formação e carreira
Palmie estudou matemática na Universidade Cornell, obtendo o diploma em 1890, onde permaneceu mais um ano no doutorado. Em 1896 reiniciou seus estudos na Universidade de Chicago e em 1898 na Universidade de Göttingen. Após breve período como professora de matemática e alemão na Horace Mann School foi em 1892 professora de matemática no Flora Stone Mather College Historic District, o colégio para mulheres da Case Western Reserve University em Cleveland.